# I Quattro
I Quattro ist ein Schweizer Quartett, das aus den vier Tenören Matthias Aeberhard, Daniel Camille Bentz, Simon Jäger, und Samuel Tobias Klauser besteht.

## Geschichte
Das Quartett entstand 2009 als Projekt im Rahmen der sechsteiligen Sendung «Die grössten Schweizer Hits» 2009 des Schweizer Fernsehen, wo sie im Oktober 2009 erstmals öffentlich auftraten. Die vier Tenöre, die bereits zuvor ihre eigenen Solokarrieren hatten, interpretieren gemeinsam ausgewählte Evergreens, Popsongs, Schweizer Lieder, Filmklassiker sowie Werke aus Oper und Operette.  Bisher erschienen zehn Tonträger unter anderem bei Universal Music Schweiz.

## Mitglieder
Matthias Aeberhard studierte an der Musikakademie in Winterthur und später in Zürich. Von 1999 bis 2001 war er Mitglied im Internationalen Opernstudio Zürich, wo er von Alexander Pereira mit einem Förderpreis ausgezeichnet wurde. Später folgten Meisterkurse unter anderem bei Elisabeth Schwarzkopf und Christa Ludwig. Daneben trat er in kleineren Rollen am Zürcher Opernhaus auf. Von 2001 bis 2005 war Matthias Aeberhard als lyrischer Tenor am Luzerner Theater tätig und trat dort in mehreren Titelrollen auf. Seit 2005 tritt er als freischaffender Konzert- und Opernsänger auf wichtigen Bühnen im In- und Ausland auf.
Daniel Camille Bentz erlangte das Lehr- und Konzertdiplom mit Auszeichnung in Gesang an der Musikhochschule Zürich und ist Mitglied seit 2016. Mit der Wiener Produktion «La Traviata» und der «Die Zauberflöte» tourte er durch mehr als 40 Städte in Japan, so auch durch Tokio und Kyoto. Er gastierte an der Staatsoper Stuttgart, am Stadttheater Bern und ist am Salzburger Operettentheater regelmässig engagiert. Daniel Bentz spielte diverse CDs ein und war an TV Auftritten beteiligt, unter anderem mit Udo Jürgens, Jörg Schneider, Pippo Pollina und Pepe Lienhard.
Simon Jäger, der bereits in seiner Jugend an Konzerten als Solist auftrat, studierte an der Musikhochschule Luzern Gesang und schloss dort 2002 das Lehrdiplom und 2004 das Konzertdiplom ab. Schwerpunkt seiner künstlerischen Tätigkeit bilden das Oratorien- und Liedfach. Er ist Leiter des Kirchenchores Dagmersellen sowie Lehrbeauftragter für Sologesang an der Musikschule Emmenbrücke.
Samuel Tobias Klauser ist seit Sommer 2021 das neueste Mitglied von I Quattro. Der umtriebige Tenor begann seine musikalische Karriere bei den Luzerner Singknaben im Alter von 7 Jahren und bildete sich am Lee Strasberg Theatre and Film Institute in New York City und an der Bayerische Theaterakademie August Everding in München aus. Seither stand er auf diversen Bühnen im deutschsprachigen Raum, unter anderem im Staatstheater am Gärtnerplatz, Saarländisches Staatstheater, Theater Basel, Theater St. Gallen und der Semperoper Dresden.

## Diskografie
Alben
- Passione (2009)
- Passione – Christmas Edition (2009)
- Emozione (2010)
- Winterträume (2010)
- Movie Classics (2011)
- Weihnachtszauber (2012)
- Movie Classics 2 (2014)
- Eternità (2014)
- Deheim (2018)
- Glanzlichter (2019)